# Gare de Kolbotn
La gare de Kolbotn est une gare ferroviaire norvégienne de la ligne d'Østfold, située à Kolbotn, quartier centre de la commune d'Oppegård dans le comté d'Akershus.
Mise en service en 1895, c'est une gare ferroviaire de la Norges Statsbaner (NSB). Elle est distante de 12,86 km d'Oslo.

## Situation ferroviaire
Établie à 101 mètres d'altitude, La gare de Kolbotn est située au point kilométrique (PK) 12,86 de la ligne d'Østfold, entre les gares de Rosenholm et de Solbråtan.

## Histoire

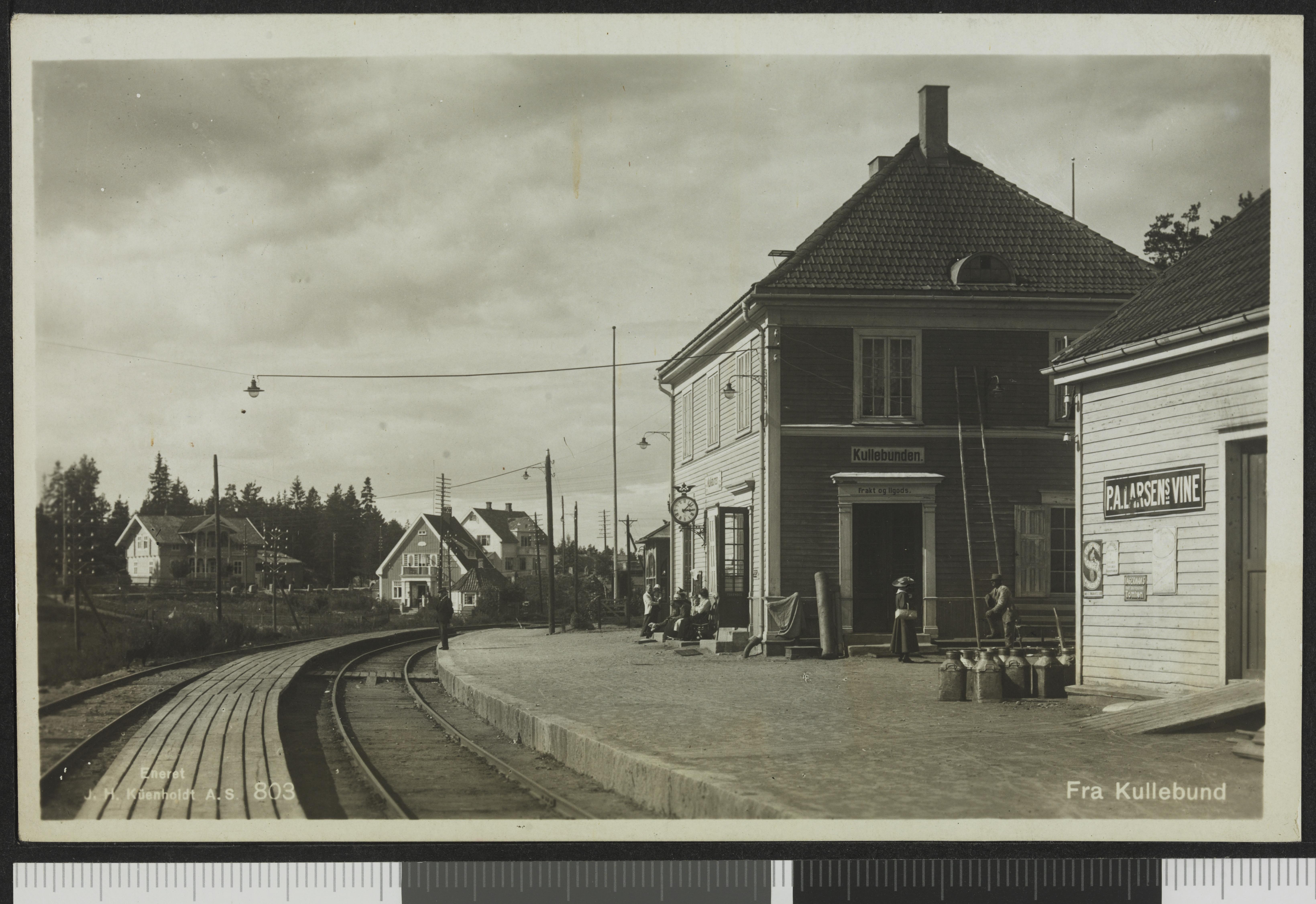
La gare au début des années 1900.

La gare de « Kullebunden » est mise en service le 1er juin 1895, avec le statut de simple arrêt (stoppested).. 
Elle devient une gare le 10 octobre 1910 et prend son nom actuel de « Kolbotn » le 1er septembre 1922. 
Elle devient une gare automatisée le 27 juin 1988.

## Service des voyageurs

### Accueil
C'est une gare ferroviaire équipée d'automates, pour l'achat de titres de transport, et d'une salle d'attente, ouverte du lundi au vendredi. Elle dispose également d'un abri, pour les voyageurs, sur chacun des deux quais.

### Desserte
Kolbotn est desservie par des trains locaux en direction de Skøyen, ou Lysaker, et Ski.

### Intermodalités
Un parking (65 places) pour les véhicules et un parc à vélo couvert y sont aménagés.
Plusieurs lignes de bus y ont un arrêt.